# 富氏半鈎鯰
富氏半鈎鯰，為輻鰭魚綱鯰形目甲鯰科的其中一種，為熱帶淡水魚，分布於南美洲厄瓜多爾Cayapas河流域，體長可達9.1公分，棲息在底層水域，生活習性不明。

## 扩展阅读
維基物種上的相關：富氏半鈎鯰